# Psilochilus dusenianus
Psilochilus dusenianus är en orkidéart som beskrevs av Friedrich Fritz Wilhelm Ludwig Kraenzlin, Leslie Andrew Garay och Galfrid Clement Keyworth Dunsterville. Psilochilus dusenianus ingår i släktet Psilochilus och familjen orkidéer. Inga underarter finns listade i Catalogue of Life.